# Гасанова, Гюльхар Ибрагим кызы
Гюльха́р Ибраги́м кызы́ Гаса́нова (азерб. Gülxar İbrahim qızı Həsənova; 10 декабря 1918, Байрамлы — 2 апреля 2005) — азербайджанская оперная певица (сопрано), народная артистка Азербайджанской ССР (1982).

## Биография
Гюльхар Гасанова родилась 10 декабря 1918 года в селе Байрамлы Шамкирского района.
С 1935 по 1937 обучалась в Бакинском Театральном Техникуме. В 1959 окончила Азербайджанский Государственный Институт.
Трудовую деятельность начала в Азербайджанском Театре Молодых Зрителей в 1936 году. С помощью Узеира Гаджибекова в 1942 была принята в Азербайджанский Государственный театр оперы и балета. В театре сыграла множество ролей женщин с колоритным характером. С 1980 работала педагогом.
Исполняла множества партий актрис в операх.
Скончалась 30 марта 2005 года.

## Фильмография
- Великие моменты жизни (2006)
- Погреб (1990)

и многие другие.

## Семья
- муж — советский актёр театра и кино Агададаш Курбанов
- сын — советский и азербайджанский актер Гамлет Курбанов

## Награды
- Народная артистка Азербайджанской ССР (01.12.1982)
- Заслуженная артистка Азербайджанской ССР (30.04.1955)
- Орден «Слава» (09.12.1998) — за заслуги в развитии азербайджанского музыкального искусства[1]
- орден «Знак Почёта» (09.06.1959)
- Персональная стипендия Президента Азербайджанской Республики (11.06.2002)[2]